# Erioptera (Meterioptera) genualis
Erioptera (Meterioptera) genualis is een tweevleugelige uit de familie steltmuggen (Limoniidae). De soort komt voor in het Afrotropisch gebied.